# Susanna Meinen
Susanna Meinen (ur. 19 maja 1992 w Zweisimmen) – szwajcarska biathlonistka, uczestniczka mistrzostw Europy.
W Pucharze Świata zadebiutowała 6 lutego 2015 roku w Nové Město na Moravě, zajmując 15. miejsce w pojedynczej sztafety mieszanej.

## Osiągnięcia

### Mistrzostwa Europy
| Rok  | Miejscowość    | Konkurencje | Konkurencje | Konkurencje | Konkurencje | Konkurencje | Konkurencje | Konkurencje |
| Rok  | Miejscowość    | IN          | SP          | PU          | MS          | RL          | MR          | SR          |
| ---- | -------------- | ----------- | ----------- | ----------- | ----------- | ----------- | ----------- | ----------- |
| 2015 | Otepää         | 31.         | 43.         | 36.         | nd.         | 15.         | nd.         | –           |
| 2016 | Tiumeń         | nd.         | 24.         | 40.         | nd.         | nd.         | 13.         | –           |
| 2017 | Duszniki-Zdrój | 34.         | 52.         | 36.         | nd.         | nd.         | 12.         | –           |
| 2018 | Ridnaun        | 39.         | 58.         | 44.         | nd.         | nd.         | 12.         | –           |

### Puchar Świata

#### Miejsca w klasyfikacji generalnej
| Sezon     | Miejsce           |
| --------- | ----------------- |
| 2014/2015 | -                 |
| 2015/2016 | -                 |
| 2016/2017 | -                 |
| 2017/2018 | -                 |
| 2018/2019 | 100.              |
| 2019/2020 | 83.               |
| 2023/2024 | niesklasyfikowana |